# Rino Tirikatene
Rino Tirikatene (nascut el 1972 o 1973) és un polític neozelandès i diputat de la Cambra de Representants de Nova Zelanda, representant la circumscripció electoral maori de Te Tai Tonga des de les eleccions de 2011. És un membre del Partit Laborista. Ve d'una família amb una llarga història política.

## Diputat
| Parlament de Nova Zelanda |      |                |        |           |
| Anys                      | Leg. | Circumscripció | Llista | Partit    |
| 2011-actualitat           | 50   | Te Tai Tonga   | 45     | Laborista |

Tirikatene fou candidat per al Partit Laborista a la circumscripció electoral maori de Te Puku O Te Whenua en les eleccions de 1996. El seu pare, també anomenat Rino Tirikatene, va ser originalment el candidat per a la circumscripció però va morir de sobte quan estava fent campanya electoral. El Partit Laborista es va interessar a tenir Tirikatene com a candidat per a reemplaçar el seu pare. Aquell any, el partit Nova Zelanda Primer va guanyar en totes les circumscripcions maoris, amb Tirikatene perdent contra Rana Waitai.
Va ser elegit pel Partit Laborista com a candidat a la circumscripció de Te Tai Tonga l'1 de desembre de 2010 per a les eleccions de l'any següent. Te Tai Tonga és una de les set circumscripcions maoris i el seu electorat inclou l'illa del Sud i Wellington i és la circumscripció neozelandesa més gran per àrea. Tirikatene estava a la posició 45 en la llista electoral del Partit Laborista per a les eleccions de 2011.
Tirikatene va fer campanya electoral a Te Tai Tonga contra Rahui Katene del Partit Maori, aleshores en el càrrec. Tirikatene guanyà amb el 40,62% del vot de la circumscripció, contra el 31,79% de Katene i el 15,24% de Dora Roimata Langsbury del Partit Verd, entre altres candidats. D'un total de 16.706 vots vàlids, va obtenir-ne 6.786 contra els 5.311 de Katene. La circumscripció prèviament havia estat Laborista entre el 1999 i 2008.
Actualment és el portaveu del Partit Laborista sobre el turisme.

## Vida personal
Tirikatene és el net de Eruera Tirikatene i el nebot de Whetu Tirikatene-Sullivan, també polítics. Entre el seu avi i la seva tieta van ser diputats per 64 anys entre el 1932 i el 1996 per a la circumscripció de Southern Maori. Southern Maori fou la circumscripció electoral que precedí Te Tai Tonga.